# Mount Morgan (Antarktika)
Mount Morgan ist ein 999 m hoher Berg im westantarktischen Marie-Byrd-Land. In den Ford Ranges ragt er 8 km nordöstlich des Mount Swan auf.
Wissenschaftler der United States Antarctic Service Expedition (1939–1941) entdeckten und kartierten ihn. Das Advisory Committee on Antarctic Names benannte den Berg 1966 nach Charles Gill Morgan (1906–1980), Geologe der zweiten Antarktisexpedition (1933–1935) des US-amerikanischen Polarforschers Richard Evelyn Byrd.